# フランツ・ベンデル
フランツ・ベンデル（Franz Bendel, 1833年3月23日 - 1874年7月3日）は、ドイツのピアニスト、作曲家。ボヘミア系。

## 生涯
ベンデルはオーストリア帝国、ボヘミアのカラースナー・リーパに生まれた。教師をしていた父の指導を受けた後、ヨゼフ・プロクシュの下で研鑽を積む。ヴァイマルでは5年間フランツ・リストの薫陶を受けている。ヴァイマルではヴェンデリン・ヴァイスハイマーにも会っている。1848年に、ベンデルはオットー・フォン・ヴェストファール伯爵（Otto von Westphal）の家庭教師、並びに音楽教師となり、14年間にわたってこれを務めた。1855年には、師であるプロクシュがベンデルのミサ曲を演奏している。テオドール・クラクの音楽学校、新音楽アカデミー（Neue Akademie der Tonkunst）で教鞭を執った。1863年にはプラハに演奏旅行を行い、これは誌上で称賛を受けた。
作曲家としてのベンデルは、4つのミサ曲、交響曲、1曲のピアノ協奏曲などの大規模楽曲と共に、多くのサロン風のピアノ小品、歌曲など、400曲を超える楽曲を作曲した。優れたピアニストであったベンデルは、アメリカのボストンを演奏旅行していたが、その途中に腸チフスにより命を落とした。41歳であった。

## 作品
- Polkas de Salon pour le Piano, op.58. No.1 Polka gracieuse No.2 Polka de la Jeunesse heureuse (B. Schott's Söhnen, Mainz, Sweet Remembrance (In the Gondola),